# Gibbet de Montfaucon

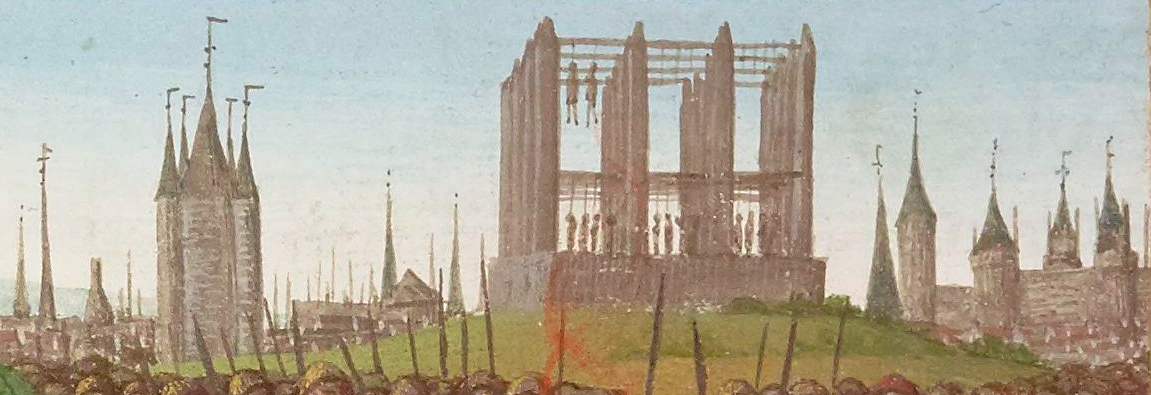
Detalle de Grandes crónicas de Francia, por Jean Fouquet, aproximadamente 1460.

El gibet de Montfaucon fue la principal estructura para horcas de los reyes franceses hasta los tiempos de Luis XIII de Francia. Se usaba para ejecutar a delincuentes, a menudo traidores, colgándolos y dejando así sus cuerpos muertos como advertencia para la población. Era una estructura grande ubicada en la cima de una pequeña colina cerca de la moderna Place du Coronel Fabien en París, aunque durante la Edad Media se encontraba fuera de las murallas de la ciudad y el área circundante era mayoritariamente campo, ocupado solo por varias instituciones como el Hospital de San Luis desde 1607 y anteriormente el Convento de las Filles-Dieu ("Hijas de Dios"),  un hogar para 200 prostitutas reformadas, y la colonia de leprosos de San Lázaro.
Construido a finales del siglo XIII, fue utilizado hasta 1629 y finalmente desmantelado en 1760. Reconstruido en imágenes por Eugène Viollet-le-Duc, tenía tres lados y 45 compartimentos en que otras tantas personas podían ser colgadas o sus cuerpos después de la ejecución en otro lugar. Una miniatura de 1460 aproximadamente de las Grandes crónicas de Francia de Jean Fouquet, y también una impresión de 1609, muestran una estructura algo menos maciza que la de las reconstrucciones decimonónicas, que, como otras de Viollet-le-Duc, presentan una estructura más magnífica y más compleja que lo que realmente debió ser. En las miniaturas se ven los cuerpos colgando de las vigas que corren a través del espacio central, descansando sobre las esquinas, pero Viollet-le-Duc muestra losas a los lados formando nichos. Ambas imágenes sí reproducen una plataforma inferior de mampostería, la cual rodea el espacio central al nivel del suelo en las reconstrucciones, entrando por un túnel a través de la plataforma, cerrado por una puerta. Otra impresión de 1608 muestra solo dos niveles de compartimentos en lugar de los tres de Viollet-le-Duc. El escritor de viajes inglés Thomas Coryat lo vio justo por esa época y lo describió como "el más encantador patíbulo que nunca vi, construido en un pequeña colina ... [Con] catorce pilares de piedra libre".
La estructura se usaba también para mostrar los cuerpos de aquellos ejecutados en otro lugar; en 1416 los restos de Pierre des Essarts fueron finalmente entregados a sus familiares después de permanecer tres años en Montfaucon. Como un número alarmante de otras víctimas, Essarts había sido uno de los cuatro tesoreros reales.
El gibbet fue un gran favorito de historiadores populares y escritores históricos del siglo XIX, apareciendo en novelas históricas como Nuestra Señora de París (1831) de Victor Hugo, Crichton (1837) de William Harrison Ainsworth, y La Reina Margot (1845) de Alejandro Dumas; estas dos últimas obras centradas en la Masacre del día de San Bartolomé.

## Ejecuciones
Entre los ejecutados o mostrados allí están:
- 1278: Pierre de La Brosse, favorito y gran  chambelán de Felipe III el Atrevido.
- 1315: Enguerrand de Marigny, extesorero de Felipe IV el Hermoso.
- 1322: Giraud Gayte, tesorero de Felipe V de Francia.
- 1322: Jourdain de l'Isle, bandolero gascón, sobrino político, por matrimonio, del Papa Juan XXII.
- 1328: Pierre de Rémi, señor de Montigny, tesorero de Carlos IV de Francia.
- 1378: Jacques de Rue, chambelán de Carlos II de Navarra.
- 1378: Pierre du Tertre, secretario de Carlos II de Navarra.
- 1409: Jean de Montagu, tesorero de Carlos VI.
- 1413: Pierre des Essarts, también tesorero de Carlos VI
- 1457: Regnier de Montigny, bandolero de los "coquillards".
- 1460: Colin de Cayeux, bandolero de los "coquillards".
- 1484: Olivier Le Daim, confidente de Luis XI.
- 1525: Barbiton, Jean Charrot, Jean Lubbe, bandoleros.
- 1527: Jacques de Beaune, barón de Semblançay, vizconde de Tours, Director de Finanzas de Francisco I de Francia.
- 1572: El cuerpo del almirante Gaspar de Coligny, conde de Coligny, asesinado durante la Masacre del día de San Bartolomé, fue mostrado allí colgado por los pies.